# Tour of Hainan 2023
Il Tour of Hainan 2023, quattordicesima edizione della corsa e valevole come cinquantatreesima prova dell'UCI ProSeries 2023 categoria 2.Pro, si svolse in cinque tappe dal 5 al 9 ottobre 2023 su un percorso di 781,4 km, con partenza da Qionghai e arrivo a Sanya, nella provincia cinese di Hainan. La vittoria fu appannaggio dello spagnolo Óscar Sevilla, il quale completò il percorso in 18h02'59", alla media di 45,306 km/h, precedendo l'australiano Sebastian Berwick ed il canadese James Piccoli.

## Tappe
| Tappa  | Data      | Percorso               | km    | Vincitore di tappa  | Leader cl. generale |
| ------ | --------- | ---------------------- | ----- | ------------------- | ------------------- |
| 1ª     | 5 ottobre | Qionghai > Qionghai    | 92,6  | George Jackson      | George Jackson      |
| 2ª     | 6 ottobre | Qionghai > Baoting     | 215,5 | Sebastian Berwick   | Sebastian Berwick   |
| 3ª     | 7 ottobre | Baoting > Wuzhishan    | 122,6 | James Piccoli       | Óscar Sevilla       |
| 4ª     | 8 ottobre | Wuzhishan > Changjiang | 147,1 | Nicolas Dalla Valle | Óscar Sevilla       |
| 5ª     | 9 ottobre | Changjiang > Sanya     | 203,6 | Jesper Rasch        | Óscar Sevilla       |
| Totale | Totale    | Totale                 | 781,4 |                     |                     |

## Squadre e corridori partecipanti
Al via 20 formazioni.

| N.    | Cod. | Squadra                              |
| ----- | ---- | ------------------------------------ |
| 1-6   | CHN  | Cina                                 |
| 11-16 | CGC  | China Glory Continental Cycling Team |
| 21-27 | BEB  | Bolton Equities Black Spoke          |
| 31-37 | COR  | Corratec Selle Italia                |
| 41-47 | IPT  | Israel-Premier Tech                  |
| 51-57 | TNN  | Team Novo Nordisk                    |
| 61-67 | BC   | ABLOC CT                             |
| 71-76 | BDR  | Bodywrap LTwoo Cycling Team          |
| 81-87 | MSP  | HRE Mazowsze Serce Polski            |
| 91-95 | HEN  | Hengxiang Cycling Team               |

| N.      | Cod. | Squadra                              |
| ------- | ---- | ------------------------------------ |
| 101-107 | LGS  | Ljubljana Gusto Santic               |
| 111-117 | LNS  | Li Ning Star                         |
| 121-126 | PIT  | Pingtan International Tourism Island |
| 131-137 | R0I  | Roojai Online Insurance              |
| 141-147 | STG  | St George Continental Cycling Team   |
| 151-157 | MED  | Team Medellín-EPM                    |
| 161-166 | TYD  | Tianyoude Hotel Cycling Team         |
| 171-177 | TSG  | Terengganu Polygon Cycling Team      |
| 181-187 | WZS  | Wuzhishan Cycling Team               |
| 191-196 | MGL  | Mongolia                             |

## Dettagli delle tappe

### 1ª tappa
- 5 ottobre: Qionghai > Qionghai – 92,6 km

Risultati
| Pos. | Corridore           | Squadra  | Tempo    |
| ---- | ------------------- | -------- | -------- |
| 1    | George Jackson      | Bolton   | 2h01'38" |
| 2    | Nicolas Dalla Valle | Corratec | s.t.     |
| 3    | Lucas Carstensen    | Roojai   | s.t.     |

| Pos. | Corridore           | Squadra  | Tempo    |
| ---- | ------------------- | -------- | -------- |
| 1    | George Jackson      | Bolton   | 2h01'28" |
| 2    | Nicolas Dalla Valle | Corratec | a 4"     |
| 3    | Lucas Carstensen    | Roojai   | a 6"     |

### 2ª tappa
- 6 ottobre: Qionghai > Baoting – 215,5 km

Risultati
| Pos. | Corridore         | Squadra  | Tempo    |
| ---- | ----------------- | -------- | -------- |
| 1    | Sebastian Berwick | Israel   | 4h53'28" |
| 2    | Óscar Sevilla     | Medellín | s.t.     |
| 3    | Ben Hermans       | Israel   | s.t.     |

| Pos. | Corridore         | Squadra  | Tempo    |
| ---- | ----------------- | -------- | -------- |
| 1    | Sebastian Berwick | Israel   | 7h54'56" |
| 2    | Óscar Sevilla     | Medellín | a 1"     |
| 3    | Ben Hermans       | Israel   | a 6"     |

### 3ª tappa
- 7 ottobre: Baoting > Wuzhishan – 122,6 km

Risultati
| Pos. | Corridore         | Squadra     | Tempo    |
| ---- | ----------------- | ----------- | -------- |
| 1    | James Piccoli     | China Glory | 3h08'34" |
| 2    | Óscar Sevilla     | Medellín    | a 2"     |
| 3    | Sebastian Berwick | Israel      | s.t.     |

| Pos. | Corridore         | Squadra     | Tempo     |
| ---- | ----------------- | ----------- | --------- |
| 1    | Óscar Sevilla     | Medellín    | 10h03'27" |
| 2    | Sebastian Berwick | Israel      | a 1"      |
| 3    | James Piccoli     | China Glory | a 8"      |

### 4ª tappa
- 8 ottobre: Wuzhishan > Changjiang – 147,1 km

Risultati
| Pos. | Corridore           | Squadra     | Tempo    |
| ---- | ------------------- | ----------- | -------- |
| 1    | Nicolas Dalla Valle | Corratec    | 3h30'18" |
| 2    | Julien Trarieux     | China Glory | s.t.     |
| 3    | George Jackson      | Bolton      | s.t.     |

| Pos. | Corridore         | Squadra     | Tempo     |
| ---- | ----------------- | ----------- | --------- |
| 1    | Óscar Sevilla     | Medellín    | 13h33'45" |
| 2    | Sebastian Berwick | Israel      | a 1"      |
| 3    | James Piccoli     | China Glory | a 8"      |

### 5ª tappa
- 9 ottobre: Changjiang > Sanya – 203,6 km

Risultati
| Pos. | Corridore           | Squadra  | Tempo    |
| ---- | ------------------- | -------- | -------- |
| 1    | Jesper Rasch        | ABLOC CT | 4h29'14" |
| 2    | Itamar Einhorn      | Israel   | s.t.     |
| 3    | Nicolas Dalla Valle | Corratec | s.t.     |

| Pos. | Corridore         | Squadra     | Tempo     |
| ---- | ----------------- | ----------- | --------- |
| 1    | Óscar Sevilla     | Medellín    | 18h02'59" |
| 2    | Sebastian Berwick | Israel      | a 1"      |
| 3    | James Piccoli     | China Glory | a 8"      |

## Evoluzione delle classifiche
| Tappa              | Vincitore           | Classifica generale Maglia gialla | Classifica a punti Maglia verde | Classifica scalatori Maglia a pois | Classifica a squadre  |
| ------------------ | ------------------- | --------------------------------- | ------------------------------- | ---------------------------------- | --------------------- |
| 1ª                 | George Jackson      | George Jackson                    | George Jackson                  | Óscar Sevilla                      | Corratec Selle Italia |
| 2ª                 | Sebastian Berwick   | Sebastian Berwick                 | Valerio Conti                   | Óscar Sevilla                      | Israel-Premier Tech   |
| 3ª                 | James Piccoli       | Óscar Sevilla                     | Óscar Sevilla                   | Wilmar Paredes                     | Israel-Premier Tech   |
| 4ª                 | Nicolas Dalla Valle | Óscar Sevilla                     | Sebastian Berwick               | Michał Pomorski                    | Israel-Premier Tech   |
| 5ª                 | Jesper Rasch        | Óscar Sevilla                     | Nicolas Dalla Valle             | Michał Pomorski                    | Israel-Premier Tech   |
| Classifiche finali | Classifiche finali  | Óscar Sevilla                     | Nicolas Dalla Valle             | Michał Pomorski                    | Israel-Premier Tech   |

Maglie indossate da altri ciclisti in caso di due o più maglie vinte
- Nella 2ª tappa Nicolas Dalla Valle ha indossato la maglia verde al posto di George Jackson.
- Nella 4ª tappa Valerio Conti ha indossato la maglia verde al posto di Óscar Sevilla.

## Classifiche finali

### Classifica generale - Maglia gialla
| Pos. | Corridore         | Squadra     | Tempo     |
| ---- | ----------------- | ----------- | --------- |
| 1    | Óscar Sevilla     | Medellín    | 18h02'59" |
| 2    | Sebastian Berwick | Israel      | a 1"      |
| 3    | James Piccoli     | China Glory | a 8"      |
| 4    | Ben Hermans       | Israel      | a 13"     |
| 5    | Valerio Conti     | Corratec    | a 15"     |
| 6    | Julien Trarieux   | China Glory | a 48"     |
| 7    | Cristian Raileanu | Hengxiang   | a 50"     |
| 8    | Josh Burnett      | Bolton      | a 53"     |
| 9    | Mason Hollyman    | Israel      | a 54"     |
| 10   | Lorenzo Quartucci | Corratec    | a 55"     |

### Classifica a punti - Maglia verde
| Pos. | Corridore           | Squadra     | Punti |
| ---- | ------------------- | ----------- | ----- |
| 1    | Nicolas Dalla Valle | Corratec    | 47    |
| 2    | Julien Trarieux     | China Glory | 37    |
| 3    | Sebastian Berwick   | Israel      | 35    |
| 4    | George Jackson      | Bolton      | 34    |
| 5    | Valerio Conti       | Corratec    | 34    |

### Classifica scalatori - Maglia a pois
| Pos. | Corridore        | Squadra  | Punti |
| ---- | ---------------- | -------- | ----- |
| 1    | Michał Pomorski  | HRE      | 19    |
| 2    | Óscar Sevilla    | Medellín | 18    |
| 3    | Wilmar Paredes   | Medellín | 17    |
| 4    | Jelle Johannink  | ABLOC CT | 17    |
| 5    | Adne van Engelen | Roojai   | 15    |

### Classifica a squadre
| Pos. | Squadra                     | Tempo     |
| ---- | --------------------------- | --------- |
| 1    | Israel-Premier Tech         | 54h10'23" |
| 2    | China Glory Continental CT  | a 50"     |
| 3    | Corratec Selle Italia       | a 51"     |
| 4    | HRE Mazowsze Serce Polski   | a 10'52"  |
| 5    | Bolton Equities Black Spoke | a 16'23"  |